# Krautiges Immergrün
Das Krautige Immergrün (Vinca herbacea) oder Sommergrün-Immergrün genannt, ist eine Pflanzenart aus der Gattung Immergrün (Vinca) innerhalb der Familie der Hundsgiftgewächse (Apocynaceae). Sie ist schwach giftig.

## Merkmale

### Vegetative Merkmale
Das Krautige Immergrün ist eine ausdauernde krautige Pflanze, die meist Wuchshöhen von 5 bis 10 Zentimetern erreicht. Nach der Fruchtbildung im August zieht die Pflanze ein und Stängel und Blätter sterben im Winter vollständig ab, d. h. diese Art ist entgegen ihrem Gattungsnamen sommergrün. An die achsenbürtige, schirmförmige Wurzel schließt ein kahler und geriefter Stängel an. Die 20 bis 80 Zentimeter langen Stängel liegen auf dem Boden oder bilden einen flachen Bogen und sind im oberen Abschnitt einfach verzweigt. Deren Spitze kann im Herbst als Legtrieb Wurzeln schlagen.
Die gegenständigen Laubblätter sitzen fast direkt oder auf bis zu 2 Millimeter langen Stielen am Stängel. Die Spreiten sind 2 bis 3, in manchen Fällen 4 Zentimeter lang und 0,5  bis 1,5 Zentimeter breit. Die unteren Laubblätter haben eine eiförmige bis elliptische bis lanzettliche Form, die oberen sind hingegen länglich bis linealisch. Alle Laubblätter sind am Rand sehr kurz bewimpert. Die Seitennerven der Laubblätter zweigen in einem Winkel von 10 bis 30 Grad von der Mittelrippe ab.

### Generative Merkmale und Ökologie

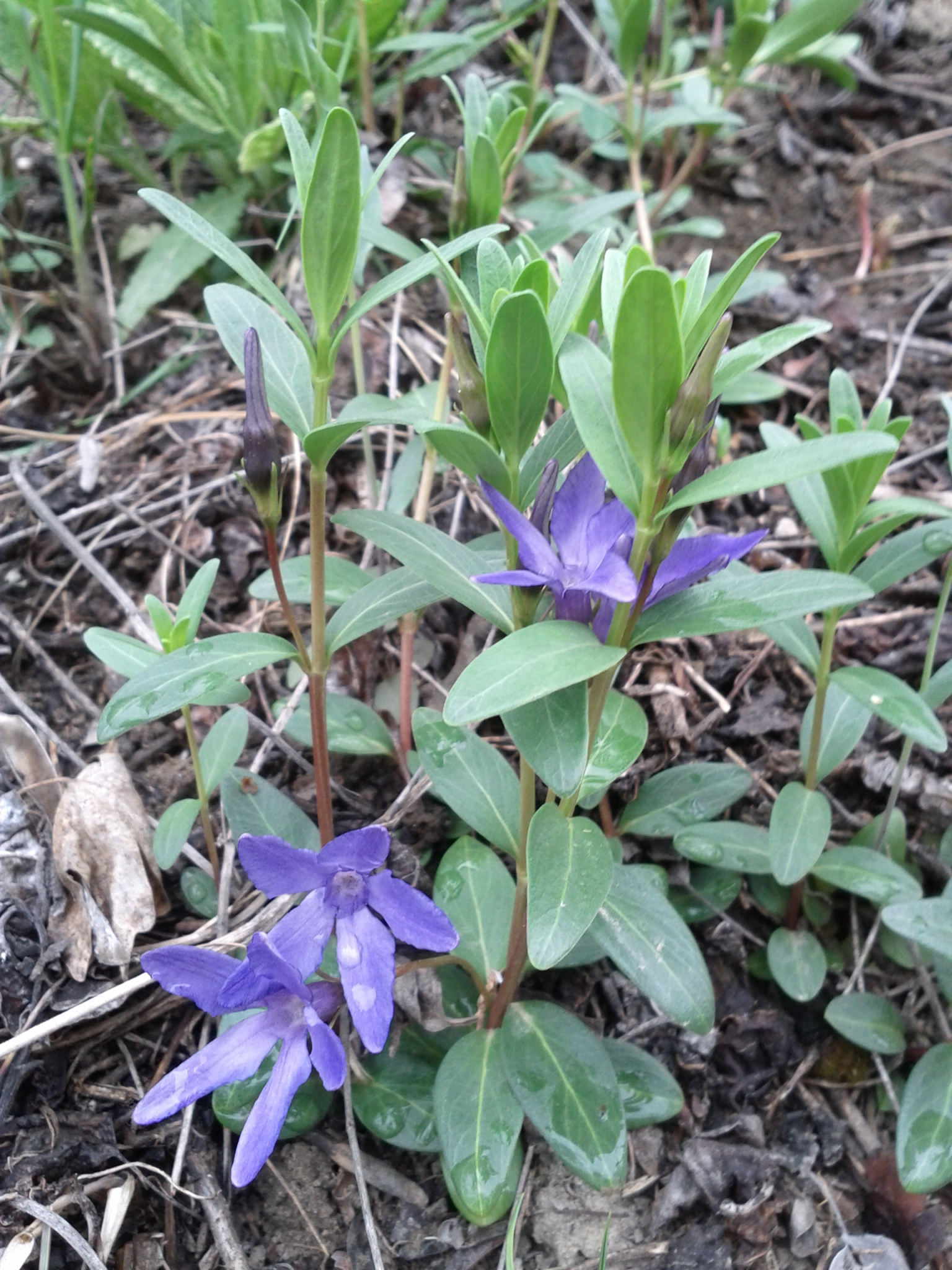
Krautiges Immergrün (Vinca herbacea)

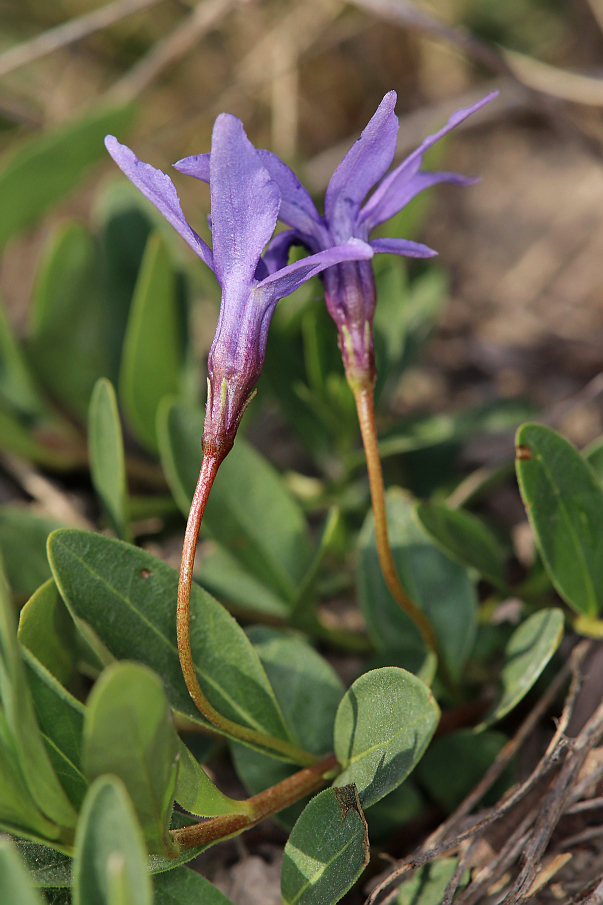
Krautiges Immergrün

Die Blüten entspringen einzeln in den Achseln der Laubblätter und sitzen auf einem 2 bis 4, manchmal auch nur 1,5 Zentimeter langen Stiel. Bei den unteren Blüten ist dieser zuweilen länger als die Laubblätter. Der Kelch ist 5 bis 7, manchmal nur 4 Millimeter lang und reicht ungefähr bis zur deutlichen Einschnürung der 10 bis 15 Millimeter langen Kronenröhre. Die Kelchzipfel sind bei einer Länge von meist 3,5 bis 5 Millimetern linealisch bis schmal-linealisch-halblanzettlich und bewimpert. Die violettblaue bis hellblaue Krone ist im Knospenzustand gedreht, 2 bis 3 Zentimeter lang und hat einen Durchmesser von 2,5 bis 3,5 Zentimeter. Die fünf Kronblätter sind asymmetrisch, deren Saum ist ausgebreitet. Die Staubfäden der fünf Staubblätter weisen einen Knick auf und unterhalb der Spitze des Griffels befindet sich ein scheibenförmiges Gebilde, das Narbenkopf genannt wird. Diese Konstruktion soll eine Selbstbestäubung der Blüte verhindern (Herkogamie): langrüsselige Insekten führen ihren Rüssel in Blüte ein um am Grund Nektar zu trinken und müssen dazu den Rüssel durch die Öffnungen zwischen dem Narbenring, den am Narbenring vorbeiführenden Staubfäden und der umschließenden Krone durchführen. Der Narbenring sondert einen klebrigen Schleim ab, der bewirkt, dass beim Herausziehen des Rüssels der auf den Haaren an der Spitze des Griffels befindliche Pollen haften bleibt. Bei der nächsten Blüte streift das Insekt beim Einführen des Rüssels den zuvor aufgenommenen Pollen am Narbenring ab und führen so zu einer Bestäubung.
Früchte bilden sich jedoch nur selten aus. Jedes der zwei Fruchtblätter bildet eine 2 bis 3 Zentimeter lange Balgfrucht, die meist ein bis drei rund 10 Millimeter lange, braune, zylindrische, kahle Samen enthält.

### Chromosomenzahl
Die Chromosomenzahl beträgt 2n = 46.

### Ökologie und Phänologie
In Mitteleuropa reicht die Blühzeit dieses Geophyten bis Hemikryptophyten von April bis Anfang Mai.

## Vorkommen
Das Krautige Immergrün ist ein palästinensisch-hyrkanisch-ostsubmediterran-südanatolisch-kaukasisch-pontisch-pannonisches Florenelement und hat sein Hauptverbreitungsgebiet in Südosteuropa, der Ukraine, in Südrussland, dem östlichen Mittelmeergebiet, in Palästina, der Türkei, dem Nord-Iran und dem Nord-Irak. Im deutschsprachigen Raum tritt es nur in Österreich auf und erreicht hier seine westlichste Verbreitungsgrenze.
Das Krautige Immergrün gedeiht meist in lichten Wäldern und sonnige Trockenrasen und offene, schuttige Hänge, wo es als Pionierpflanze auftritt. Es gedeiht meist auf seichtgründigen, steinigen, kalkreichen Böden (Rendsinen) an warmen Standorten. Das Krautige Immergrün kann in bis in Höhenlagen von 1500 Metern (in Bulgarien) auftreten.
In Österreich kann man das Krautige Immergrün sehr selten und ausschließlich im pannonischen Gebiet in den Bundesländern Wien (am Falkenberg, einem Vorberg des Bisambergs), im nördlichen Burgenland (im Leithagebirge, hier aber vermutlich erloschen) und in Niederösterreich (am Bisamberg bei Wien und im südlichen Weinviertel im Hochleithenwald und im Matzner Wald; ein Vorkommen bei Schloss Hof wurde durch den Bau einer Umfahrungsstraße kürzlich vernichtet) in der planar bis collinen Höhenstufe antreffen. In Österreich gilt das Krautige Immergrün als „gefährdet“.

## Taxonomie
Die Erstveröffentlichung von Vinca herbacea erfolgte im Jahre 1799 durch F. de P. A. von Waldstein und  Pál Kitaibel im Werk Descriptiones et icones plantarum rariorum Hungariae, 8, Tafel 9 (Beschreibungen und Bilder seltener Pflanzen Ungarns).

## Nutzung
Der enthaltene Wirkstoff Vincamin wird oder wurde in blutdruckfördenden Medikamenten verwendet.
Das Krautige Immergrün wird selten als Zierpflanze für Staudenbeete und Steingärten genutzt. Es ist seit spätestens 1816 in Kultur.